# Lolo Jones
Lori (Lolo) Jones (Des Moines, 5 augustus 1982) is een Amerikaanse hordeloopster, die is gespecialiseerd in de 60 m horden. Ze is in deze discipline tweevoudig wereldkampioene en meervoudig Amerikaans kampioene. Met haar in Doha gevestigde Noord- en Midden-Amerikaanse record van 7,72 s, overgenomen van Gail Devers (7,74), staat ze derde op de wereldranglijst aller tijden (peildatum juli 2013). Ze nam tweemaal deel aan de Olympische Spelen, maar won hierbij geen medailles.
Jones is ook actief als bobsleeër en won goud op de wereldkampioenschappen bobsleeën 2013.

## Biografie

### Jeugdjaren
Jones' vader was een Afro-Amerikaanse man, haar moeder een blanke vrouw. In haar jeugd kwam ze een aantal serieuze obstakels op haar pad tegen. Ze bezocht in acht jaar tijd acht verschillende scholen, terwijl haar alleenstaande moeder met twee baantjes in het onderhoud voor haar gezin, bestaande uit zes personen, trachtte te voorzien. Lolo's vader bracht gedurende haar jeugd zijn tijd deels door bij de Amerikaanse Luchtmacht, deels in gevangenschap. Toen ze in de derde klas zat, vestigde het gezin Jones zich in het souterrain van een kerk in Des Moines.
Toen het gezin opnieuw het plan opvatte om te verhuizen, ditmaal naar Forest City, vertelde Jones haar moeder dat ze niet mee kon gaan naar een stad zonder een atletiekbaan. Ze wilde haar droom van een carrière in de atletiek trachten te verwezenlijken en woonde daarna in de periode dat zij ingeschreven stond op de Theodore Roosevelt High School in Des Moines, bij vier verschillende gezinnen. Bij één ervan, dat van Janis Caldwell, die haar op de Roosevelt school had zien sporten, kon ze na haar laatste schooljaar ten slotte blijven. Ze kreeg vrije inwoning, ondanks het feit dat ze een parttime baantje had in een snackbar.
Op school blonk ze uit in de klas en in het schoolorkest, waarin ze cello speelde. Ze blonk ook uit op de atletiekbaan en veroverde de titel van 'Gatorade Midwest atlete van het jaar'. Ze heeft met 13,40 het record van de staat Iowa op de 100 m horden op haar naam staan.
Jones' doopnaam is Lori, dezelfde voornaam als die van haar moeder. Volgens haar werd haar voornaam ooit van Lori veranderd in Lolo, omdat bij het opnemen van de telefoon de naam Lori te veel verwarring veroorzaakte. Volgens haar moeder is ze echter vanaf haar geboorte altijd al Lolo genoemd.

### Eerste Amerikaanse titel
Internationaal deed Jones voor het eerst van zich spreken op de wereldkampioenschappen van 2007 in Osaka, waar ze voor de eerste maal in haar sportcarrière de finale op een WK behaalde. Ze eindigde op de 100 m horden als zesde in 12,62. Eerder dat jaar was ze voor de eerste maal Amerikaanse kampioene geworden op de 60 m horden.
In 2008 begon Jones het indoorseizoen voortvarend. Ze werd op de 60 m horden tweede bij atletiekmeetings in Glasgow, Göteborg en Stuttgart. In Düsseldorf boekte ze een overwinning met een meetingrecord. In Karlsruhe verbeterde ze haar persoonlijk record naar 7,77 en werd hiermee tweede achter wereldrecordhoudster Susanna Kallur. Bij de Amerikaanse kampioenschappen prolongeerde ze haar Amerikaanse titel.

### Wereldkampioene
De grootste prestatie van haar sportcarrière leverde Jones op 25-jarige leeftijd bij de wereldindoorkampioenschappen van 2008 in het Spaanse Valencia op de 60 m horden. Haar grootste concurrente Susanna Kallur moest in de halve finale verstek laten gaan wegens een hamstringblessure, die ze een half uur voor de race tijdens haar voorbereiding opliep. In de finale was Jones nu veruit de sterkste en profiteerde hier optimaal van. Met een tijd van 7,80 seconden won ze de wereldtitel. Haar landgenote Candice Davis kwam als tweede over de finish in 7,93. Na enkele horden smakte tot ontzetting van de toeschouwers de Spaanse Josephine Onyia tegen de grond. Hiermee verspeelde zij haar uitzicht op brons, dat nu naar de Cubaanse Anay Tejeda ging. Jones won datzelfde jaar de 60 m horden op de universiteitskampioenschappen.
Met een persoonlijk record van 11,24 op de 100 m is Lolo Jones ook een sterk sprintster. Ze werd vijfde op dit nummer tijdens de wereldatletiekfinale in Stuttgart.

### Pech

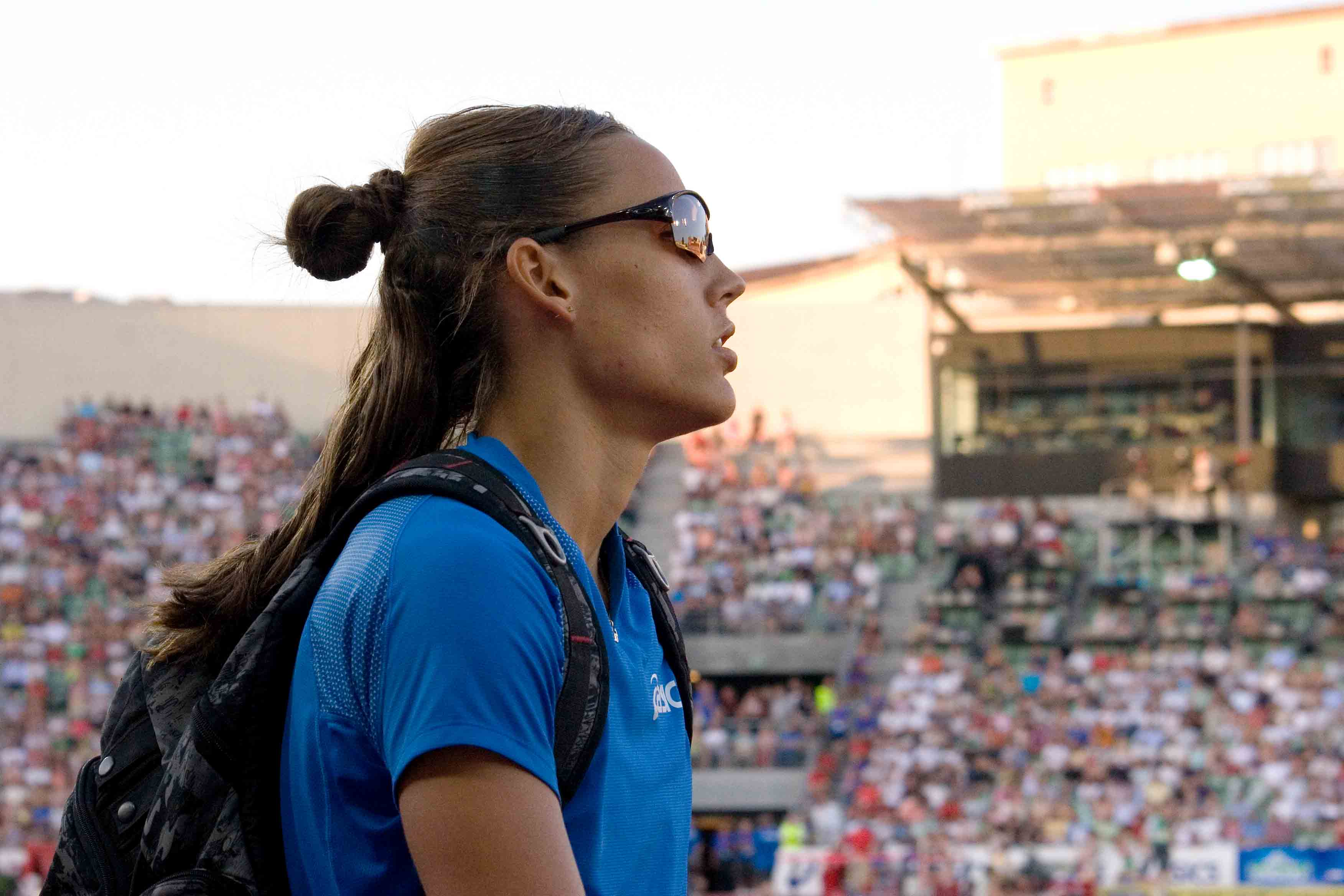
Jones in 2008 bij de Bislet Games

Jones zette met 12,43 de beste seizoenstijd neer in de halve finales van de 100 m horden op de Olympische Spelen van 2008. In de finale begon ze als favoriete, maar ze raakte de voorlaatste horde en finishte uiteindelijk op een teleurstellende zevende plaats. Na afloop kon ze haar tranen nauwelijks bedwingen. "Je raakt zo'n twee keer per jaar een horde die je race beïnvloedt. Het is zonde dat dit nu juist gebeurt in de belangrijkste race van mijn leven", treurde ze. De fout werd talloze malen vergeleken met de beroemde val over de laatste horde van haar landgenote Gail Devers op hetzelfde nummer tijdens de Olympische Spelen van 1992 in Barcelona.
Pech bepaalde het jaar erna opnieuw het beeld. Nadat ze een goed indoorseizoen had gehad met beste wereldjaarprestaties op de 60 m horden in Karlsruhe en Birmingham, gevolgd door de Amerikaanse indoortitel, werd Jones daarna door een blessure een maand in haar voorbereidingen achteruit geworpen. Toen ze vervolgens aantrad voor de nationale baankampioenschappen in Eugene, die tevens golden als voorselectie voor de WK in Berlijn, later dat jaar, raakte ze tijdens haar race op de 100 m horden met haar arm verstrengeld in die van Michelle Perry en viel. Hierdoor was haar kans op deelname aan de WK verkeken. Eind juli zette zij in het Griekse Rethimnon nog een beste wereldjaarprestatie van 12,47 neer, maar toen Jones een maand later bij de Weltklasse meeting in Zürich ook nog eens een hamstringblessure opliep, was 2009 definitief een verloren jaar.

### Wereldtitel geprolongeerd

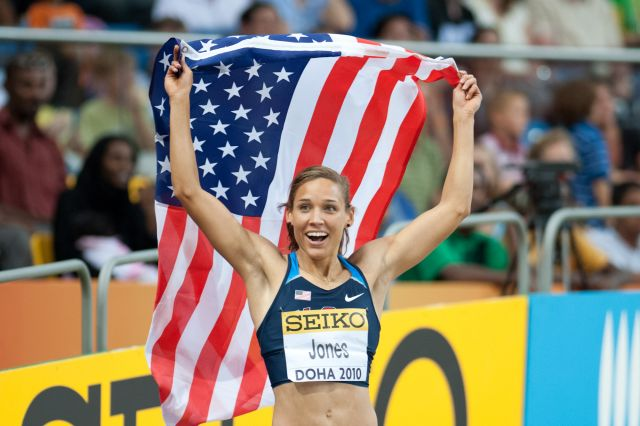
Jones, voor de tweede maal wereldindoorkampioene, Doha 2010

Op 13 maart 2010 kwam alle in de twee voorafgaande jaren opgekropte agressie er uit in haar finalerace op de 60 m horden tijdens de WK indoor in Doha. Nadat Jones in de voorgaande ronde nog met de hakken over de sloot op een honderdste seconde de finale had gehaald, liet ze hierin eindelijk weer eens een perfecte hordenrace zien. Vanaf de start leidde zij en die voorsprong stond ze niet meer af. Met haar voorsprong van 0,14 seconde scoorde ze zelfs de grootste overwinningsmarge ooit op dit nummer. Bovendien realiseerde zij met haar winnende 7,72 niet alleen een kampioenschaprecord, maar ook nog eens een Noord- en Midden-Amerikaans record, dat sinds 2003 in handen was van haar illustere landgenote Gail Devers. De gelukkigste dag van haar leven, noemde Jones haar overwinning na afloop. Zij werd de eerste wereldkampioene op de 60 m horden die met succes haar wereldtitel prolongeerde.

### Geen olympische revanche
Op de Olympische Spelen van 2012 in Londen kwam ze er ditmaal echter niet aan te pas. In de finale van de 100 m horden liep ze een tijd van 12,58 en daarmee viel ze als vierde buiten de prijzen. De finale werd gewonnen door de Australische Sally McLellan in 12,35.

## Titels
- Wereldindoorkampioene 60 m horden - 2008, 2010
- Amerikaans kampioene 100 m horden - 2008, 2010
- Amerikaans indoorkampioene 60 m horden - 2007, 2008, 2009
- NCAA-indoorkampioene 60 m horden - 2003, 2008
- NACAC-kampioene 100 m horden - 2004

## Persoonlijke records
Outdoor
| Onderdeel    | Prestatie | Datum             | Plaats    |
| ------------ | --------- | ----------------- | --------- |
| 100 m        | 11,24 s   | 10 september 2006 | Stuttgart |
| 100 m horden | 12,43 s   | 18 augustus 2008  | Peking    |

Indoor
| Onderdeel   | Prestatie      | Datum           | Plaats       |
| ----------- | -------------- | --------------- | ------------ |
| 60 m        | 7,29 s         | 14 maart 2003   | Fayetteville |
| 50 m horden | 6,78 s         | 28 januari 2012 | New York     |
| 55 m horden | 7,57 s         | 2 maart 2003    | Gainesville  |
| 60 m horden | 7,72 s (ex-AR) | 13 maart 2010   | Doha         |

## Palmares

### 60 m horden
- 2008:  WK indoor - 7,80 s
- 2010:  WK indoor - 7,72 s (NR)

### 100 m horden
Kampioenschappen
- 2006: 6e Wereldatletiekfinale - 12,76 s
- 2007: 7e WK - 12,62 s
- 2008: 7e OS - 12,72 s
- 2008:  Wereldatletiekfinale - 12,56 s
- 2010:  IAAF/VTB Bank Continental Cup - 12,66 s
- 2012: 4e OS - 12,58 s
- 2014:  Amerikaanse kamp. - 12,65 s

Golden League-podiumplekken
- 2006:  Bislett Games – 12,82 s
- 2006:  Memorial Van Damme – 12,71 s
- 2007:  Meeting Gaz de France – 12,71 s
- 2008:  ISTAF – 12,57 s
- 2008:  Bislett Games – 12,66 s
- 2008:  Weltklasse Zürich – 12,56 s
- 2008:  Memorial Van Damme – 12,67 s

Diamond League-podiumplekken
- 2010:  Qatar Athletic Super Grand Prix – 12,63 s
- 2010:  Bislett Games – 12,66
- 2010:  Adidas Grand Prix – 12,55 s
- 2010:  British Grand Prix – 12,79 s
- 2010:  Herculis – 12,63 s
- 2010:  DN Galan – 12,70 s
- 2010:  Aviva London Grand Prix – 12,66 s
- 2010:  Weltklasse Zürich – 12,81 s
- 2011:  Qatar Athletic Super Grand Prix – 12,67 s
- 2013:  Golden Gala – 12,70 s
- 2013:  Athletissima – 12,60 s
- 2014:  Meeting Areva – 12,68 s
- 2014:  Glasgow Grand Prix – 12,68 s

### 100 m
- 2006: 5e Wereldatletiekfinale - 11,24 s